# Flémalle
Flémalle (valonă Flémåle) este o comună francofonă din regiunea Valonia din Belgia. Comuna este formată din localitățile Flémalle-Grande, Flémalle-Haute, Awirs, Alleur, Ivoz-Ramet, Mons-lez-Liège, Gleixhe, Chokier și Cahottes și este situată în aglomerația orașului Liège. Suprafața totală a comunei este de 36,68 km². La 1 ianuarie 2008 comuna avea o populație totală de 24.963 locuitori. 

## Localități înfrățite
- Italia: Piombino.